# Мурза Артур Артурович
Артур Артурович Мурза (нар. 13 липня 2000, Волноваха, Донецька область, Україна) — український і російський футболіст, лівий півзахисник російського клубу «Волга».

## Життєпис
Народився в місті Волноваха, Донецька область. У ДЮФЛУ з 2013 по 2017 рік виступав за «Шахтар» (Донецьк), «Арсенал» (Київ) та «Іллічівець». Напередодні старту сезону 2017/18 років переведений до юнацької команди «Маріуполя» (24 матчі, 10 голів). Також провів 4 матчі за молодіжну команду «приазовців». У дорослому футболці дебютував 27 квітня 2018 року в програному (0:1) домашньому поєдинку 29-го туру першої групи Прем'єр-ліги України проти донецького «Шахтаря». Артур вийшов на поле на 80-й хвилині, замінивши Анатолія Діденка. Цей матч виявився для юного півзахисника єдиною грою в кар'єрі за «Маріуполь».
10 вересня 2019 року підписав контракт з «Волинню». У футболці луцького клубу дебютував 25 вересня 2019 року в програному (0:1) виїзному поєдинку 1/16 фіналу кубку України проти «Минаю». Мурза вийшов на поле в стартовому складі, а на 61-й хвилині його замінив Назарій Богомаз. У Першій лізі України дебютував 5 жовтня 2019 року в переможному (3:1) виїзному поєдинку 12-го туру проти запорізького «Металурга». Артур вийшов на поле на 88-й хвилині, замінивши Дениса Кожанова. Після цього у складі «хрестоносців» на поле не виходив. Наприкінці лютого 2020 року підсилив «Авангард». У футболці краматорського клубу дебютував 24 червня 2020 року в нічийному (1:1) виїзному поєдинку 20-го туру Першої ліги України проти київської «Оболоні». Мурза вийшов на поле на 86-й хвилині, замінивши Івана Матяжа. Першим голом у дорослій кар'єрі відзначився 4 липня 2020 року на 90-й хвилині програного (2:3) виїзного поєдинку 22-го туру Першої ліги України проти петрівського «Інгульця». Артур вийшов на поле на 69-й хвилині, замінивши Івана Матяжа. У другій половині сезону 2019/20 років зіграв 11 матчів у Першій лізі України, в яких відзначився 1 голом.
Наприкінці серпня 2020 року підсилив «Гірник-Спорт». У футболці клубу з Горішніх Плавнів дебютував 30 серпня 2020 року в переможному (2:1) виїзному поєдинку кубку України проти «Олімпії» (Савинці). Мурза вийшов на поле в стартовому складі та відіграв увесь матч, а на 90+3-й хвилині отримав жовту картку. У Першій лізі України дебютував за «Гірник-Спорт» 21 вересня 2020 року в переможному (2:0) домашньому поєдинку 3-го туру проти кременчуцького «Кременя». Мурза вийшов на поле в стартовому складі, а на 60-й хвилині його замінив Іллю Чередниченка. Першим голом за клуб з Горішніх Плавнів відзначився 26 вересня 2020 року на 62-й хвилині переможного (3:0) виїзного поєдинку 4-го туру Першої ліги України проти «ВПК-Агро». Артур вийшов на полен в стартовому складі та відіграв увесь матч. У першій половині сезону 2020/21 років зіграв 14 матчів (3 голи) у Першій лізі України та 3 матчі в кубку України.
6 січня 2020 року уклав договір з «Оболонню», розрахований до 30 червня 2022 року. У футболці столичного клубу дебютував 4 березня 2021 року в нічийному (0:0) домашньому поєдинку 5-го туру Першої ліги України проти «ВПК-Агро». Мурза вийшов на поле в стартовому складі та відіграв увесь матч. Першим голом за «пивоварів» відзначився 31 березня 2021 року на 45+1-й хвилині переможного (3:0) домашнього поєдинку 19-го туру Першої ліги України проти кременчуцького «Кременя». Артур вийшов на поле в стартовому складі, а на 77-й хвилині його замінив Сімон Галоян.
27 грудня 2021 року став гравцем «Металіста», але не зміг дебютувати за харківський клуб через повномасштабне російське вторгнення до України, внаслідок якого сезон 2021/22 в Україні було завершено достроково.
У лютому 2024 року відправився на перегляд у російський клуб «Хімки», який проводив навчально-тренувальні збори у Туреччині. За словами головного тренера клубу другого російського дивізіону, Мурза має російський паспорт.
13 березня 2024 року підписав контракт з російським клубом «Муром», який виступав у третьому за силою дивізіоні.

## Досягнення
- Зіграв 16 хвилин і забив гол за «Валміеру» (в виграному з рахунком 6:1 матчі проти МЕТТА)[18] в сезоні 2022, за підсумками якого «Валміера» стала чемпіоном Латвії.